# Słone (województwo kujawsko-pomorskie)
Słone – wieś w Polsce położona w województwie kujawsko-pomorskim, w powiecie włocławskim, w gminie Brześć Kujawski.
W latach 1975–1998 miejscowość położona była w województwie włocławskim. Według Narodowego Spisu Powszechnego (III 2011 r.) liczyła 56 mieszkańców. Jest 27. co do wielkości miejscowością gminy Brześć Kujawski.